# 네덜란드 황금시대

렘브란트의 《야경》

네덜란드 황금 시대(Dutch Golden Age)는 네덜란드의 역사에서 무역, 과학, 군사, 네덜란드 미술이 세계에서 가장 존경된 시대를 말한다.  대부분 17세기의 네덜란드를 의미한다.

## 같이 보기
- 네덜란드 황금시대 회화
- 플랑드르 회화
- 튤립파동